# Busbord

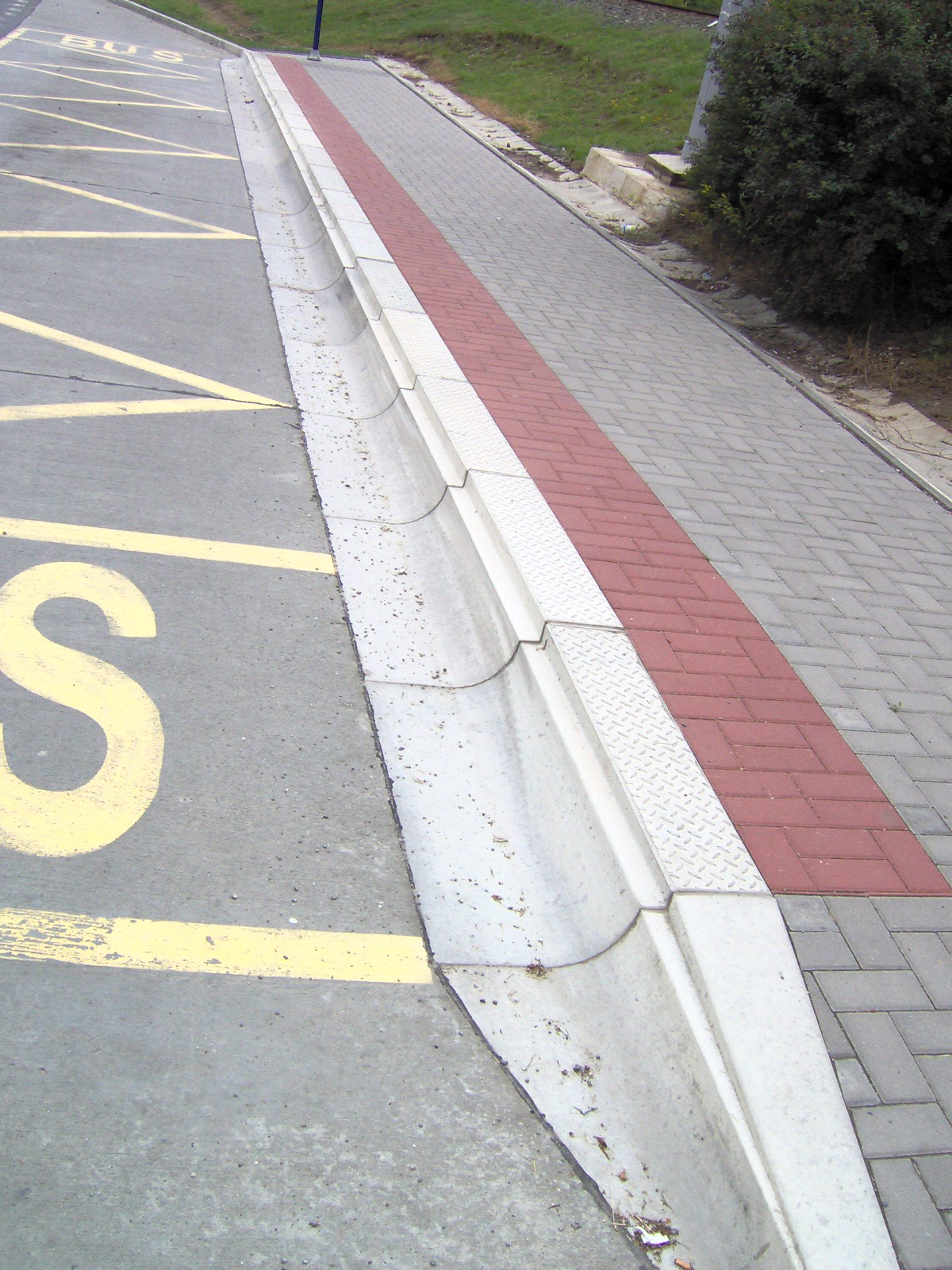
Bushaltestelle mit Kasseler Bordstein (Tschechien, 2009)

Ein Busbord ist ein Betonprofil, das an Haltestellen, an denen Niederflurfahrzeuge (Busse, Straßenbahnen oder Stadtbahnen) halten, als Randstein verwendet wird. Der abgerundete Bordstein (für die Reifenflanken konkav geformt) wurde in Kassel entwickelt und wurde namensgebend für die heute übliche Bauform.

## Geschichte
Die Erfindung spezieller Busborde folgt der Einführung von Niederflurbussen und modernen Niederflur-Straßenbahnwagen im späten 20. Jahrhundert. Die Neoplan Bus GmbH hatte 1976 den ersten Tiefeinstiegsbus entworfen, der sich nicht durchsetzte. In den 1980er Jahren beauftragte der Verband öffentlicher Verkehrsbetriebe (VÖV) die Erstellung eines Konzeptes für den Standard-Linienbus II – daraus entstand die Nullserie des Neoplan N 416 ab 1982, und MANs Konkurrent Daimler stellte 1984 den Mercedes-Benz O 405 vor. Auf der Basis der Standard-Busse wurden nun Niederflurversionen erstellt und zur Erprobung beim VöV vorgestellt, zuerst war dies 1987 der Kässbohrer Setra S 300 NC, der 1989 in Serienproduktion ging. Daimler entwickelte ebenfalls eine Niederflurversion des Standard-Busses im Mercedes-Benz O 405 N, der in kleinen Stückzahlen ab 1989 in Produktion ging, und sich in den folgenden Jahren als robustes und erfolgreiches Modell herausstellte. Auch Neoplan erstellte nun wieder Niederflurbusse, die als N 4014, 4015, 4016 NF ab 1990 in Produktion gingen.
Mit dem vermehrten Einsatz von Niederflurbussen ab den späten 1980er Jahren wurde nach Möglichkeiten gesucht, die Zugänglichkeit zu Bussen weiter zu verbessern. Die Niederflurbusse hatten im Wesentlichen den Zutritt von zwei oder drei Stufen auf eine Stufe reduziert. Dies ist jedoch weiter eine Hürde für Rollstühle. Eine Erhöhung der Zugangsplattform an den Bushaltestellen ist dabei nicht hinreichend, da Busse gewöhnlich mit einem Abstand zum Bordstein halten, der eine Lücke ergibt, die von den Rädern nicht überwunden werden kann. Die parallele Einführung von Niederflurstraßenbahnen zeigte jedoch, dass mit einer guten horizontalen Ausrichtung sehr wohl ein barrierefreier Zutritt ermöglicht werden kann.
Mit den Möglichkeiten barrierefreien Bauens bei Bussen in den 1990er Jahren schwand das Interesse der Verkehrsunternehmen an anderen Konzepten so stark, dass MAN und Daimler-Benz die Produktion von hochflurigen Stadtbussen 2001 in Europa einstellten. Während die ersten speziellen Busborde noch direkt auf dem Kasseler Sonderbord aufsetzen, folgten andere Hersteller von Bordsteinen mit Designs, die auch die Ausrichtung von Bussen vertikal und horizontal optimieren.

## Kasseler Sonderbord
Die Bemühungen um barrierefreies Design mündeten 1996 in den ersten Teil der DIN 18024 („Barrierefreies Bauen – Teil 1: Straßen, Plätze, Wege, öffentliche Verkehrs- und Grünanlagen sowie Spielplätze; Planungsgrundlagen“). Kassel war hierbei Vorreiter und testete Niederflurbusse für den ÖPNV seit 1992. Der Einsatz von niederflurigen Bussen im öffentlichen Nahverkehr mit Einstiegsplattformen zeigte jedoch einen erhöhten Verschleiß der Reifen durch den Kontakt mit dem Bordstein. Die Kasseler Verkehrs-Gesellschaft sammelte daher seit 1994 Ideen zur Behebung des Problems mit Hilfe einer Sonderbauform des Bordsteinprofils, kurz „Sonderbord“. Ein Hersteller wurde mit der Fröhlich Bau AG in Gensungen südlich von Kassel gefunden, die einen patentierten Profilstein hatten (EP0544202/1993). Nach deren Liquidierung ging die Produktion auf die Profilbeton GmbH in Borken (Hessen) über, ebenfalls südlich von Kassel. Bis 2001 wurden dann rund ein Sechstel der Bushaltestellen in Kassel mit dem Kasseler Sonderbord umgerüstet.
Das Kasseler Design zeichnet sich dadurch aus, dass der Bordstein besonders glatt und außerdem im Querschnitt gekrümmt ist, so dass ein Bus mit seinen Reifen ohne allzu großen Verschleiß darauf auflaufen kann, ohne aufzuklettern. Durch eine Aufstandsfläche vor der Krümmung wird dabei ein Einwärtsdrücken des Bords vermieden. Die Oberseite des Profils ist rutschfest strukturiert und kann dadurch von Blinden und Sehbehinderten gut ertastet werden. Der verwendete helle Beton erzeugt einen hohen Kontrast zur Gehwegbefestigung und erleichtert so die optische Erkennbarkeit für Sehbehinderte. Die Möglichkeit zum extrem dichten Heranfahren zusammen mit der Höhe des Bords machen barrierefreien Zugang zu den Verkehrsmitteln möglich.

## Dresdner Combibord

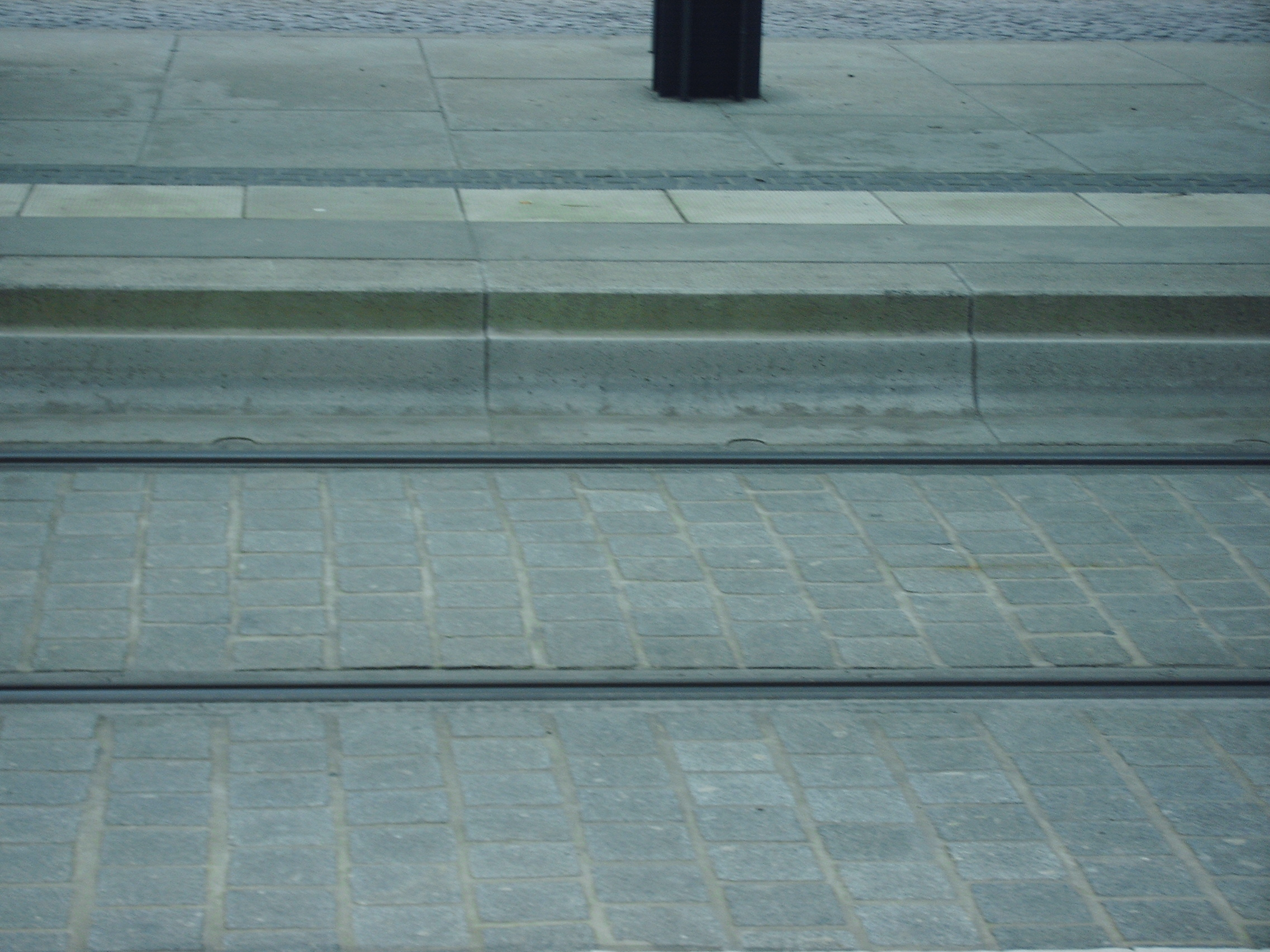
„Combibord“-Bahnsteig

Das Dresdner Combibord ist eine parallele Entwicklung eines Betonprofils, das von den Bahnsteigen der Niederflurstraßenbahnwagen abgeleitet ist. Die Entwicklung begann mit der Einführung der ersten niederflurigen Straßenbahnwagen in Dresden (vom Typ Gelenktriebwagen NGT6DD im Zeitraum 1995–1998); das Combibord wurde im Juli 1997 erstmalig zum Patent angemeldet. Durch die abgerundete Partie wird dem Bus eine Möglichkeit gegeben, ähnlich eng an den Bahnsteig der Straßenbahn heranzufahren.
Die Dresdner Verkehrsbetriebe (DVB) benennen folgende Eigenschaften für die Regelanwendung an ihren Haltestellen:
- Bordhöhe des Bahnsteigs im Türbereich der Straßenbahn mindestens 23 cm
- Bordhöhe des Bahnsteigs im Türbereich des Busses mindestens 18 cm
- Restschwelle zwischen Bahnsteigkante und Straßenbahn maximal 5 cm
- Restschwelle zwischen Bahnsteigkante und Bus maximal 8 cm
- Restspalt zwischen Bahnsteigkante und Straßenbahn/Bus maximal 5 cm
- bei Haltestelleninseln ein barrierefreier Übergang vom/zum öffentlichen Gehwegbereich mit einer maximalen Restschwelle von 3 cm und einer maximalen Rampensteigung von 6 %

## Sonderbord Plus
Das ursprüngliche Kasseler Sonderbord wurde als 16 cm hoher Busbord angeboten. Dies erfolgte unter der Annahme, dass der Bus sonst mit dem Bordstein häufig kollidieren könnte. Auch wurde erwartet, dass nach außen öffnende Schwenktüren beschädigt werden könnten. Der verbleibende Restspalt bei diesen Busborden stellte jedoch für Nutzer radgebundener Hilfsmittel eine Hürde dar, die sie meist nicht allein überwinden können. 
Seit 2009 gilt in Deutschland das Übereinkommen der Vereinten Nationen über die Rechte von Menschen mit Behinderung (UN-BRK), in dessen Folge das Verhalten der Busborde neu bewertet wurde. Die Profilbeton GmbH entwickelte das Sonderbord Plus als 22 cm hoher Busbord. Die Hamburger Verkehrsverbund GmbH errichtete damit 2013 eine Testhaltestelle mit einer Gesamtlänge von 39,75 m. Diese beinhaltete einen Anfahrtsbereich von 8 m Länge, der nach 1,50 m ein Busbord von 16 cm Höhe umfasste. Danach folgte ein 14 m langer Ein- und Ausstiegsbereich mit 22 cm Höhe. Nach einigen Versuchen konnte gezeigt werden, dass Schäden möglich aber vermeidbar sind („bei gerader Anfahrt und rechtzeitiger Annäherung im 16-cm-Bereich am 22-cm-Bord keine Kollisionen“ sowie bei schräger Anfahrt keine Probleme „solange auf starkes Bremsen (Nicken des Aufbaus) verzichtet wurde.“). Nur bei Abfahrt mit vollem Linkseinschlag konnte das Heck den Bordstein berühren. Die Verwendung des Sonderboard Plus ging nachfolgend in Kassel und Hamburg in den Regelbetrieb und wurde ab 2018 auch in Berlin als Ziel in den Nahverkehrsplan aufgenommen.

## Varianten
- Der Erfurter Busbordstein wird seit 2007 eingesetzt, dieser hat eine Bauhöhe von 24 cm.[7] (in Kassel wurden Busbordsteine mit 18 cm Höhe eingesetzt).
- Das Berliner Combibord hat eine Bauhöhe von 21 cm über Schienenoberkante verwendet (in Dresden werden Profilelemente mit 24 cm über Schienenoberkante eingesetzt).[8]

## Anwendungen
- In Graz werden seit einigen Jahren bei der Neugestaltung von Bushaltestellen der Graz Linien Bordsteine vom Typ Kassel verwendet. Form: konkave Ausrundung unten, leicht schräge Vertikalfläche, abgerundete Kante, Horizontalfläche rutschfest und ertastbar strukturiert mit erhabenen Noppen – bis hin zu einem gewissen Abstand von den Rändern der Fläche. Die Stufenhöhe beträgt 16 cm. An Borden, wo neben Bussen auch Straßenbahn-Fahrzeuge ankommen, etwa am Jakominiplatz (Nachtbusse) werden jedoch Bordsteine mit nur 11–12 cm Stufenhöhe verwendet, da die von manchen Strassenbahntypen ausgefahrenen Trittbretter mit einer 16 cm hohen Stufe kollidieren würden (Stand März 2018).[9]